# 이케가미 레이이치
이케가미 레이이치(일본어: 池上 礼一, 1983년 7월 12일 ~ )는 일본의 전 축구 선수이다.

## 구단 경력
과거 FC 도쿄, 더스파 구사쓰, FC 가리야, FC 기후에서 활동하였다.